# Russisch-Schwedischer Krieg (1554–1557)
Der Russisch-Schwedische Krieg von 1554–1557 (schwedisch Stora ryska kriget 1554–1557; russisch Русско-шведская война 1554–1557) war ein bewaffneter Konflikt zwischen dem Russischen Zarenreich und dem Königreich Schweden um den russischen Zugang zur Ostsee.

## Vorgeschichte
Im Vorfeld des Livländischen Krieges kam es bereits zu Unstimmigkeiten zwischen Schweden und Russland.

## Kriegsverlauf
Der Krieg begann im Juni 1554 mit der Belagerung und Beschießung der Festung Schlüsselburg durch Admiral Johan Brigge. Im Gegenzug versuchten russische Truppen Wyborg zu belagern. Keiner Seite gelang es jedoch eine Entscheidung herbeizuführen.

## Friede von Nowgorod 1557
Am 25. März 1557 wurde der zweite Frieden von Nowgorod unterzeichnet. Dieser Krieg hatte keine Änderung von Grenzverläufen zur Folge.